# Klek (góra w Chorwacji)
Klek – góra w Chorwacji, część masywu Wielka Kapela. Jej najwyższy szczyt to Veliki Klek (1181 m).

## Opis
Położona jest na obszarze Gorskiego kotaru, w północno-wschodniej części Wielkiej Kapeli. Jest zbudowana m.in. z wapienia. Porastają ją lasy iglaste. Najwyższe wierzchołki to Veliki Klek (1181 m) i Klečica (1062 m).
Na miejscowych skałach uprawiana jest wspinaczka skalna.
Od 1972 roku Klek jest objęty ochroną przyrodniczą.